# Claudio Catuogno
Claudio Catuogno (* 1978) ist ein deutscher Sportjournalist.

## Werdegang
Catuogno studierte an der Ludwig-Maximilians-Universität München die Fächer Politikwissenschaft, Journalistik und Verfassungsrecht. Er durchlief die Redakteursausbildung an der Deutschen Journalistenschule in München. Für die Fernsehsendung Quer arbeitete er anschließend als Filmemacher für den Bayerischen Rundfunk. 2005 stieß er als Mitarbeiter zur Sportredaktion der Süddeutschen Zeitung (SZ). Von 2007 bis 2010 war Catuogno sportpolitischer Korrespondent des Blatts in Berlin. 2010 trat er die Stelle des stellvertretenden Leiters der SZ-Sportredaktion an. Anfang 2021 wurde Catuogno als Nachfolger von Klaus Hoeltzenbein Sportchef der Süddeutschen Zeitung.
Beim vom Verband Deutscher Sportjournalisten (VDS) ausgeschriebenen Wettbewerb Großer VDS-Preis gewann Catuogno 2015 mit seinem Beitrag Menschenversuch über die Schwimmerin Dorothea Brandt den zweiten und 2020 mit der Reportage Blut und Stollen über ein Doping-Gerichtsverfahren den dritten Preis. Im April 2023 wurde er beim Journalismuswettbewerb Großer VDS-Preis für die Reportage Der große Deal über den Fifa-Präsidenten Gianni Infantino, die er gemeinsam mit Thomas Kistner und Johannes Aumüller in der Süddeutschen Zeitung veröffentlichte, mit dem ersten Preis ausgezeichnet.
2008 veröffentlichte Catuogno das Buch Die Präsidenten der Europäischen Kommission: Eine Analyse von Jacques Delors, Jacques Santer und Romano Prodi – und was Europa aus ihrer Amtsführung lernen kann. 2022 fungierte er gemeinsam mit Christof Kneer als Herausgeber des im Verlag Die Werkstatt erschienenen Buches Das ist Fußball.
Catuogno ist Mitglied in der Deutschen Akademie für Fußball-Kultur.